# Diego Trujillo (actor)
Diego Ignacio Trujillo Dangond (Bogotá, 30 de junio de 1960) es un arquitecto, actor y humorista colombiano.

## Biografía
Trujillo es egresado del Colegio Gimnasio Moderno, en Bogotá, donde estudió con el también actor Felipe Noguera,  allí a veces hacía teatro por afición. Al terminar su bachillerato, decidió estudiar arquitectura en la Universidad Piloto de Colombia y ejerció su profesión por doce años, donde empezó a trabajar en una oficina de arquitectos, después paso a la empresa Oxy como asistente técnico, en supervisión de obras y ruso en el oleoducto Caño Limón-Coveñas. Más tarde se asoció con su jefe y montó una oficina de arquitectura y construcción.
En 1993 comenzó su trabajo en el teatro con la obra En carne propia del director Miguel Torres. En televisión ha tenido una larga trayectoria, desde el año 1992 ha participado en novelas como: La maldición del paraíso, El manantial, Mascarada, Perro amor, ¿Por qué diablos?, El fiscal, Pobre Pablo, La costeña y el cachaco, Todos quieren con Marilyn y Los reyes, entre otras. También participó en seriados de la televisión colombiana como De pies a cabeza, Tiempos difíciles y Amas de casa desesperadas. En el 2007 participó en las series Tiempo final e Infieles anónimos, ambas coproducciones con el canal internacional Fox Telecolombia.
En el 2008 incursionó en una nueva faceta como presentador del programa de concurso El poder del 10 del canal RCN.
Su carrera en el cine comenzó en el 2000 con el filme Proof of life del director Taylor Hackford, protagonizado por Meg Ryan y Russell Crowe, donde fue escogido por su excelente manejo del inglés. Un año después participó en Cuando rompen las olas del director Ricardo Gabrielle, y en 2005 realizó El trato dirigida por Francisco Norden y Dios los junta y ellos se separan de Harold Trompetero.
Paralelamente a la televisión y el cine ha seguido trabajando en teatro en obras como: Muelle oeste del director Rolf Abderhalden, La noche árabe de Adela Donadio y Cita a ciegas de Nicolás Montero.
Trujillo fue escogido por Trompetero para trabajar su más reciente película Riverside. En ella encarna a un empresario barranquillero de la alta sociedad, quien junto a su esposa rusa terminan por circunstancias de la vida viviendo como indigentes a la orilla del río, en la Gran Manzana. Lleno de humildad y lacónicamente, Diego afirmó "Me he podido dar el lujo de rechazar papeles en películas por las historias y este guion me encantó. Lo que sí nunca me atrevo a rechazar es un buen Negroni".
En 2013 protagonizó como Patricio Umaña la telenovela ¿Dónde Carajos esta Umaña?.
En 2014 interpretó al cocinero de metanfetamina Walter Blanco (Walter White) en la serie dramática Metástasis (adaptación de la serie dramática estadounidense Breaking Bad)

## Filmografía

### Televisión
| Año       | Título                     | Personaje                                        |
| --------- | -------------------------- | ------------------------------------------------ |
| 1993      | De pies a cabeza           | Andres                                           |
| 1993      | La maldición del paraíso   |                                                  |
| 1995      | Tiempos difíciles          | Capitán Salamanca                                |
| 1996      | Mascarada                  |                                                  |
| 1998      | Perro amor                 | Gonzalo Cáceres                                  |
| 1999      | El fiscal                  | Máximo Pinzón                                    |
| 1999      | ¿Por qué diablos?          | Martin Pedraza                                   |
| 2000      | Brujeres                   | Alejandro                                        |
| 2000      | Prueba de Vida             | Eliodoro                                         |
| 2001      | Pobre Pablo                | Antonio Santamaría                               |
| 2003-2004 | La costeña y el cachaco    | Simón Violi "El Italiano"                        |
| 2004-2005 | Todos quieren con Marilyn  | Gabriel Camacho                                  |
| 2005-2006 | Los Reyes                  | Emilio Iriarte De las Casas                      |
| 2007      | Infieles anonimos          | Ariosto Camacho                                  |
| 2007      | Amas de casa desesperadas  | Armando Koppel                                   |
| 2007-2008 | Tiempo final               | Héctor / Gerardo                                 |
| 2009-2010 | El capo                    | Guillermo Holguín                                |
| 2010      | A corazón abierto          | Marcos Perdomo                                   |
| 2010-2011 | La Pola                    | Domingo García                                   |
| 2012      | ¿Dónde Carajos esta Umaña? | Patricio Umaña / Juan Nepomuceno "Juancho" Feria |
| 2014      | Metástasis                 | Walter Blanco "Heisenberg"                       |
| 2016-2017 | Cuando vivas conmigo       | Ismael Herrera                                   |
| 2017      | Venganza                   | Diego Posada                                     |
| 2022      | Cochina envidia            | Alberto                                          |
| 2022-2023 | Echo 3                     | General Bolaro                                   |
| 2024      | Griselda                   | German Panesso                                   |
| 2024      | Klass 95                   | Joaquín Domínguez                                |
| 2025      | Medusa                     | Damián Hidalgo                                   |

## Reality
| Año       | Título                   | Personaje    |
| --------- | ------------------------ | ------------ |
| 2004      | Protagonistas de novela. |              |
| 2008      | El poder del diez        | Presentador  |
| 2019-2020 | MasterChef Celebrity     | Participante |

## Cine
| Año  | Título                            | Personaje        |
| ---- | --------------------------------- | ---------------- |
| 2000 | Prueba de vida                    | Eliodoro         |
| 2003 | Tres hombres tres mujeres         |                  |
| 2005 | Cuando rompen las olas            | Arturo           |
| 2005 | El trato                          |                  |
| 2005 | Martillo                          |                  |
| 2006 | Dios los junta y ellos se separan | Tommy Kano Peréz |
| 2008 | Pócima                            | Tomás Herrera    |
| 2009 | Riverside                         | Hernando         |
| 2010 | Los Atrapasueños (Corto)          | Lugosi           |
| 2015 | Corazón de Leon                   | Wilson           |
| 2016 | Los Oriyinales                    | Presidente       |
| 2017 | Hombres a la carta                | Arturo           |

## Teatro
- En carne propia - (1996)
- Muelle oeste - (2001)
- La noche árabe - (2006)
- Cita a ciegas (2007)
- ¡Qué desgracia tan infinita! - (2009) Stand up comedy
- Molestia aparte (2014)
- Padre rico, pobre padre (2015) Stand up Comedy
- El arte de compartir la tusa (2016)

## Premios y nominaciones

### Premios India Catalina
| Año  | Categoría                             | Telenovela o Serie         | Resultado |
| ---- | ------------------------------------- | -------------------------- | --------- |
| 2013 | Mejor Actor Protagónico de Telenovela | ¿Dónde carajos está Umaña? | Ganador   |
| 2006 | Mejor Actor Protagónico               | Los Reyes                  | Ganador   |
| 2004 | Mejor Actor de Reparto                | La costeña y el cachaco    | Nominado  |
| 2001 | Mejor Actor de Reparto                | Pobre Pablo                | Ganador   |

### Premios TVyNovelas
| Año  | Categoría              | Telenovela o Serie        | Resultado |
| ---- | ---------------------- | ------------------------- | --------- |
| 2006 | Mejor Actor Antagónico | Los Reyes                 | Nominado  |
| 2005 | Mejor Actor de Reparto | Todos quieren con Marilyn | Nominado  |
| 2004 | Mejor Actor de Reparto | La costeña y el cachaco   | Nominado  |
| 2000 | Mejor Actor de Reparto | ¿Por qué diablos?         | Nominado  |
| 1999 | Mejor Actor de Reparto | Perro amor                | Ganador   |

### Otros premios obtenidos
- Premio Simón Bolívar a Mejor Actor de Reparto por Perro amor.
- Premio Atrapalo a Mejor actor de teatro por: El arte de compartir la tusa